# Dawid Ogrodnik

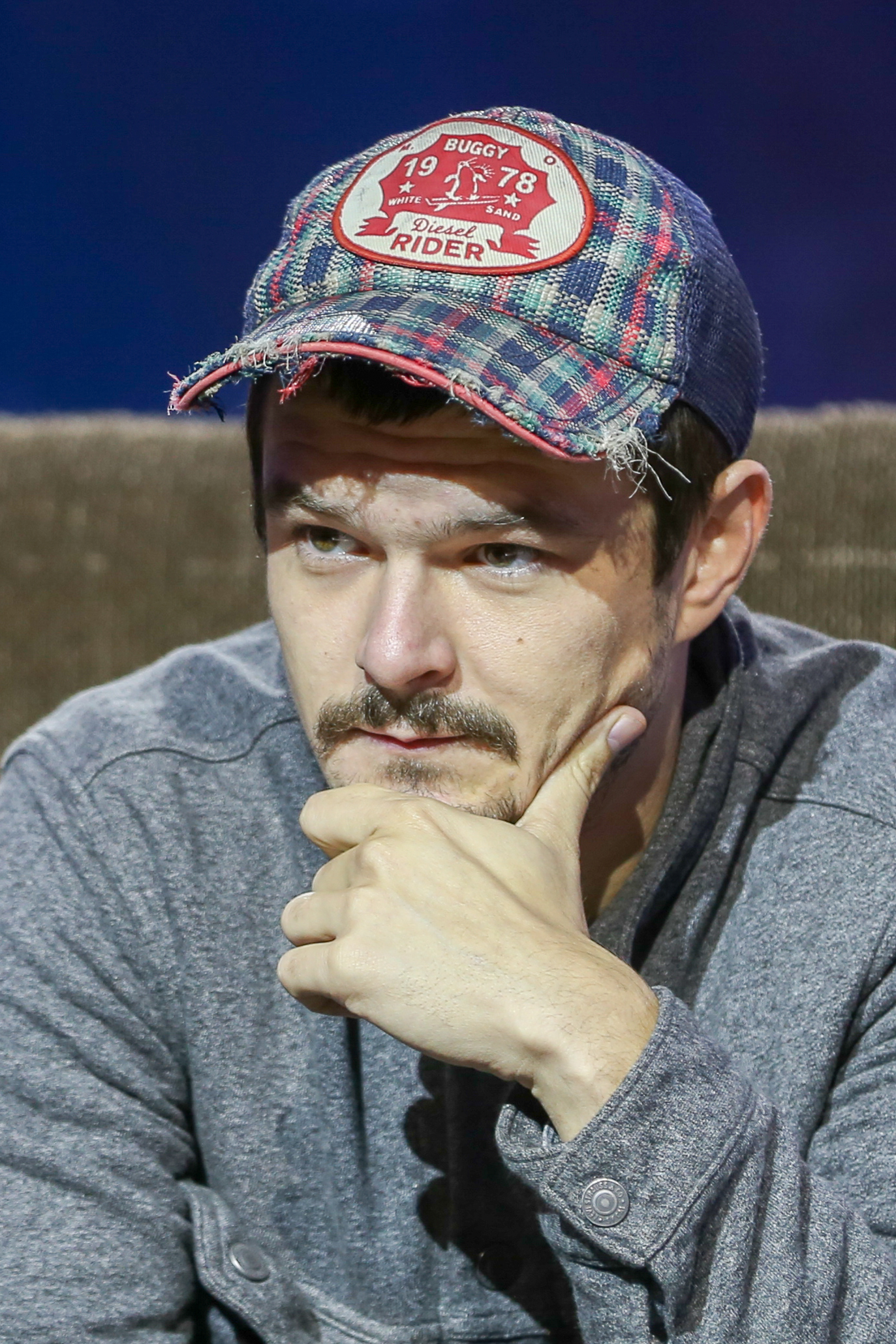
Dawid Ogrodnik (2016)

Dawid Ogrodnik (* 15. Juni 1986 in Wągrowiec) ist ein polnischer Film- und Theaterschauspieler.

## Leben
Dawid Ogrodnik wurde 1986 im polnischen Wągrowiec geboren. Er besuchte die Musikschule in seiner Heimatstadt und hörte zu Hause Jazzmusik von Joshua Redman, Benny Goodman, Keith Jarret und Miles Davis.
Ogrodnik ist Absolvent der Musikhochschule in Posen und der Akademie der Theaterkünste St. Wyspiański in Krakau.
Seine Filmkarriere hatte begonnen, nachdem er die Bekanntschaft des Regisseurs Leszek Dawid machte, der ihn für seinen Film Du bist Gott (Originaltitel Jesteś Bogiem) besetzte. In dem Film über das Schicksal der Kult-Hip-Hop-Band Paktofonika aus Katowice spielte er den Rapper Fokus und erhielt hierfür beim Polnischen Filmfestival Gdynia eine Auszeichnung sowie eine Nominierung. In Skutki uboczne, ebenfalls von Dawid, spielte er an der Seite von Krzysztof Stroiński und Anna Radwan einen Schwulen, der in Frauenkleidung in einem Kabarett auftritt. In dieser Rolle sang er Lieder von Marta Kubiszowa.
Trotz dieser Engagements in Film und Fernsehen arbeitete Ogrodnik anfänglich überwiegend als Theaterschauspieler. Er gab sein Debüt in Klub Polski unter der Regie von Paweł Miśkiewicz am Dramatischen Theater in Warschau. Auch Grzegorz Jarzyna nutzte sein schauspielerisches Talent. Der Theaterregisseur besetzte ihn in Nosferatu und Second Woman am Rozmaitości-Theater in Warschau. In der Aufführung The Bat von Kornéla Mundruczó überschattete er laut einigen Kritiker den Rest der Besetzung, darunter Adam Woronowicz und Roma Gąsiorowska. Im Stück spielte er Łukasz, der mit einer Behinderung zu kämpfen hat.
Im Jahr 2013 spielte er in In meinem Kopf ein Universum von Maciej Pieprzyca in der Hauptrolle Mateusz Rosiński und damit abermals einen jungen Mann mit einer Behinderung, in diesem Fall einer zerebralen Bewegungsstörung. Der Film kam im April 2015 in die deutschen Kinos.
Für seinen Beitrag zur Entwicklung des polnischen Films wurde Ogrodnik im Jahr 2014 mit dem Paszport Polityki ausgezeichnet. Er gab das Theaterspielen auf und widmete sich seiner Karriere als Filmschauspieler. Im Jahr 2015 war er in Disco Polo von Maciej Bochniak zu sehen. Im Rahmen der Berlinale 2019 wurde Ogrodnik als European Shooting Star ausgezeichnet.
Ogrodnik, der Saxophon und Klarinette spielt, nutzte seine musikalische Ausbildung immer wieder in Theater und Film. In Paweł Pawlikowskis Ida spielte er als Mitglied des Jazzensembles Stücke von John Coltrane auf dem Altsaxophon, unter anderem Naima.
Seit mehreren Jahren ist er mit Marta Nieradkiewicz liiert, die ebenfalls Schauspielerin ist. Sie haben eine gemeinsame Tochter.

## Filmografie
- 2010: Cisza
- 2012: Du bist Gott (Jesteś Bogiem)
- 2013: Ida
- 2013: In meinem Kopf ein Universum (Chce się żyć)
- 2014: Obietnica
- 2015: Disco Polo
- 2016: Die letzte Familie (Ostatnia rodzina)
- 2017: Silent Night
- 2018–2021: Im Sumpf (Rojst, Fernsehserie)
- 2019: Dunkel, fast Nacht (Ciemno, prawie noc)
- 2019: Ikar. Legenda Mietka Kosza
- 2019: Oleg
- 2021: The Getaway King
- 2021: Ungesühnte Schläge (Żeby nie było śladów)
- 2021: All Our Fears
- 2022: Broad Peak
- 2022: Johnny
- 2022: How I Fell in Love with a Gangster (Jak pokochalam gangstera)

## Auszeichnungen (Auswahl)
Paszport Polityki
- 2014: Auszeichnung für seinen Beitrag zur Entwicklung des polnischen Films

Polnischer Filmpreis
- 2013: Nominierung als Bester Nebendarsteller (Du bist Gott)
- 2014: Auszeichnung als Bester Hauptdarsteller (In meinem Kopf ein Universum)
- 2023: Auszeichnung als Bester Hauptdarsteller (Johnny)[12]